# Lacrosse na World Games 2017
Turniej w lacrosse podczas World Games 2017 we Wrocławiu rozgrywany był w dniach 27-30 lipca 2017 roku. Rywalizacja toczyła się w drużynach kobiecych.

## Uczestnicy
- Kanada
- Australia
- Polska
- USA
- Wielka Brytania
- Japonia

## Mecze[1]

### Eliminacje
USA – Polska 20:0
Wielka Brytania – Japonia 9:5
Kanada – Australia 15:10
USA – Wielka Brytania 14:6
Polska – Australia 0:23
Kanada – Japonia 18:5

### Półfinały
USA – Wielka Brytania 18:5
Kanada – Australia 

### Faza medalowa
mecz o 5 miejsce: Japonia – Polska 19:1
mecz o 3 miejsce: Wielka Brytania  – Australia 8:10 
mecz o 1 miejsce: USA – Kanada 11:8 

## Klasyfikacja końcowa
| Miejsce | Zespół          |
| ------- | --------------- |
| 1       | USA             |
| 2       | Kanada          |
| 3       | Australia       |
| 4       | Wielka Brytania |
| 5       | Japonia         |
| 6       | Polska          |

## Źródła
- Wyniki World Games 2017. theworldgames2017.com. [zarchiwizowane z tego adresu (2018-11-15)].